# .dz
.dz — национальный домен верхнего уровня для Алжира. Администрируется подразделением CERIST (фр. Centre de Recherche sur l'Information Scientifique et Technique), Network Internet Center.DZ.
Для использования домена необходимо являться организацией, постоянно находящейся в Алжире. Имя должно состоять из трёх, или более, символов. В настоящее время оплата услуг регистратора (nic.dz) составляет 1000 алжирских динаров (около 14 USD; 350 RUB) в год.
Буквенный код «dz» происходит от «Dzayer» — самоназвания Алжира.

## Домены третьего уровня
Существует возможность регистрации доменных имён третьего уровня:
- .com.dz : коммерческие предприятия
- .org.dz : организации
- .net.dz : интернет-провайдеры
- .gov.dz : правительство
- .edu.dz : образовательные или научные организации
- .asso.dz : ассоциации
- .pol.dz : политические организации
- .art.dz : культура и искусство

## Многоязычный домен верхнего уровня
В 2011 году появился домен  الجزائر., предназначенный для арабоязычных сайтов.